# رهوه ثمر

تعديل مصدري - تعديل

رهوه ثمر هي إحدى قرى عزلة سرار   بمديرية سرار التابعة لمحافظة أبين، بلغ تعداد سكانها 36 نسمة حسب تعداد اليمن لعام 2004.